# 普拉代勒卡巴代斯
普拉代勒卡巴代斯（法語：Pradelles-Cabardès，法語發音：[pʁadɛl kabaʁdɛs] ⓘ）是法国奥德省的一个市镇，属于卡尔卡松区。

## 地理
普拉代勒卡巴代斯（43°24'31"N, 2°26'47"E）面积20.61 平方千米，位于法国奧克西塔尼大區奥德省，该省份为法国南部沿海省份，北起塔恩省，西北接上加龙省，西接阿列日省，南至东比利牛斯省，东临地中海，东北与埃罗省接壤。
与普拉代勒卡巴代斯接壤的市镇（或旧市镇、城区）包括：卡布雷斯皮讷、埃斯帕尔拜朗克堡、马扎梅。

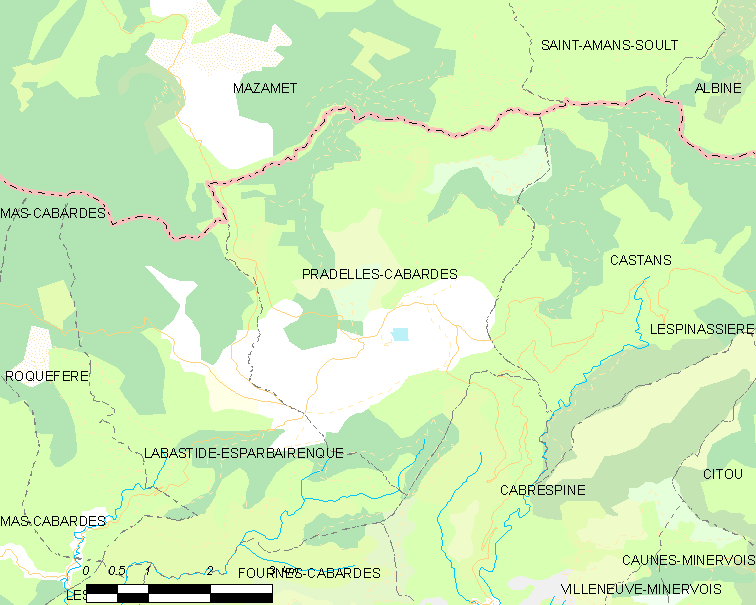
普拉代勒卡巴代斯的OSM定位图

普拉代勒卡巴代斯的时区为UTC+01:00、UTC+02:00（夏令时）。

## 行政
普拉代勒卡巴代斯的邮政编码为11380，INSEE市镇编码为11297。

## 政治
普拉代勒卡巴代斯所属的省级选区为奥尔比耶勒河谷县。

## 人口

1962-2008年间普拉代勒卡巴代斯人口变化图示

普拉代勒卡巴代斯于2022年1月1日时的人口数量为160人。